# Mbengwi
Mbengwi è la capitale del dipartimento di Momo, in Camerun.